# 雪梨晨鋒報
《悉尼先驱晨报》（英語：The Sydney Morning Herald）是澳大利亚悉尼的主要報纸，報社位於悉尼商業中心區莎瑟街201號。該報创办于1831年，是澳大利亚历史最悠久的報纸。政治上倾向保守，並代表富裕阶层的价值观。自1984年起在历次澳大利亚联邦大选中支持自由党。在2019年澳大利亚联邦大选中支持工党。

## 综述
1957年，費爾法克斯集团（Fairfax Media）拥有該報社，1990年報社宣告亏损出售，被加拿大報业大亨Conrad Black的Hollinger International, Inc.收购。目前每日发行量为150,000份，是澳大利亚的主要报纸。2018年12月10日，九号出版公司（九号娱乐集团子公司）从菲尔法斯克集团收购悉尼先驱晨报。

## 简史
1831年《悉尼公报》（Sydney Gazette，已停刊）的三位主编Alfred Stephens、Frederick Stokes和William McGarvie宣布成立新周刊《悉尼先驱》（Sydney Herald），当时每周发行量为750份。1840年以后改为日刊。

## 著名主编
- 阿伦·欧克利 （Alan Oakley ──第一任主编）
- David Marr（英语：David Marr）
- Michael Leunig（英语：Michael Leunig） （澳大利亚著名日本漫畫家）
- Miranda Devine（英语：Miranda Devine）
- Adele Horin（英语：Adele Horin）
- Gerard Henderson（英语：Gerard Henderson）
- Ross Gittins（英语：Ross Gittins）
- Peter FitzSimons（英语：Peter FitzSimons）

## 悉尼其他報纸
- 每日电讯報

## 延伸閱讀
- Gavin Souter (1981) Company of Heralds: a century and a half of Australian publishing by John Fairfax Limited and its predecessors, 1831-1981  Carlton, Victoria: Melbourne University Press,  ISBN 0522842186
- Gavin Souter (1992) Heralds and angels: the house of Fairfax 1841-1992 Ringwood, Victoria: Penguin Books, ISBN 0140173307